# Julia Nyberg

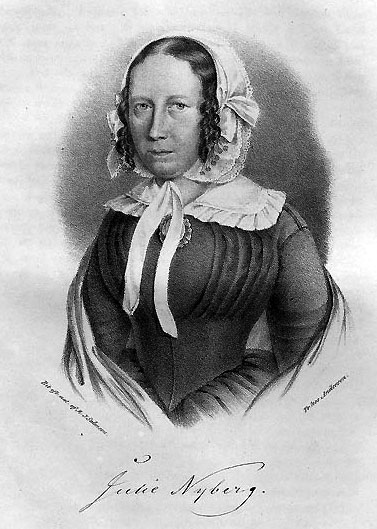
Julia Nyberg

Kristina Julia Nyberg, ursprünglich Christina Juliana Sverdström (* 17. November 1785 in Västmanland; † 16. April 1854 ebenda), war eine schwedische Autorin. Die Mehrzahl ihrer Werke veröffentlichte sie unter dem Pseudonym Euphrosyne, angelehnt an die drei Göttinnen der Anmut in der griechischen Mythologie.
Nyberg ist bekannt für ihre naturbeschreibenden Lieder wie Vårvindar friska, das jedes Frühjahr erneut durch Schweden schallt.

## Biografie
Ihr Vater war der Geschäftsführer des Skultuna Messing Werks. Da ihre Eltern früh verstarben, wuchs sie bei dem Firmeninhaber auf. 1809 heiratete sie J. H. Asping, die Ehe war aber nur von kurzer Dauer. Ihre zweite Ehe ging sie mit A. W. Nyberg, dem neuen Geschäftsführer der Fabrik ein.

## Einflüsse
Vom bekannten Schriftsteller Per Daniel Amadeus Atterbom erhielt Nyberg nicht nur ihr Pseudonym Euphrosyne, sondern sie fand in ihm auch einen Wohltäter und literarischen Mentor, der ihr sowohl im persönlichen Leben als auch für die literarische Arbeit mit Ratschlägen zur Seite stand. Es gelang ihr nur allmählich, sich von seinem starken Einfluss zu befreien. Statt seiner näherte sie sich den Stockholmer Romantikern an, und der Kunsthistoriker Lorenzo Hammarsköld wurde ihr literarischer Berater.

## Werke
Nyberg schrieb vornehmlich Idyllen und galt auch als Pionierin im Bereich der philanthropischen Balladen, was in den frühen 1800er Jahren ein populäres Genre war.
Die Mehrzahl ihrer Werke veröffentlichte sie unter dem Pseudonym Euphrosyne.
- Einige Gedichte veröffentlicht im Journal Opoetisk kalender för poetiskt folk[1] (1817)
- Dikter af Euphrosyne Upsala, Palmblad & c., 1. Band (1822)[4]
- Vublina, dramatiskt poem af Euphrosyne (1828)[5]
- Samlade dikter (1831/1832)[6]
- Gemeinsam mit Carl Fredrik Dahlgren veröffentlichte sie das Journal Sylphid (1839)[1]
- Nya dikter Herausgeber: L.J. Hjerta (1842)[7]